# ジャガーの戦士

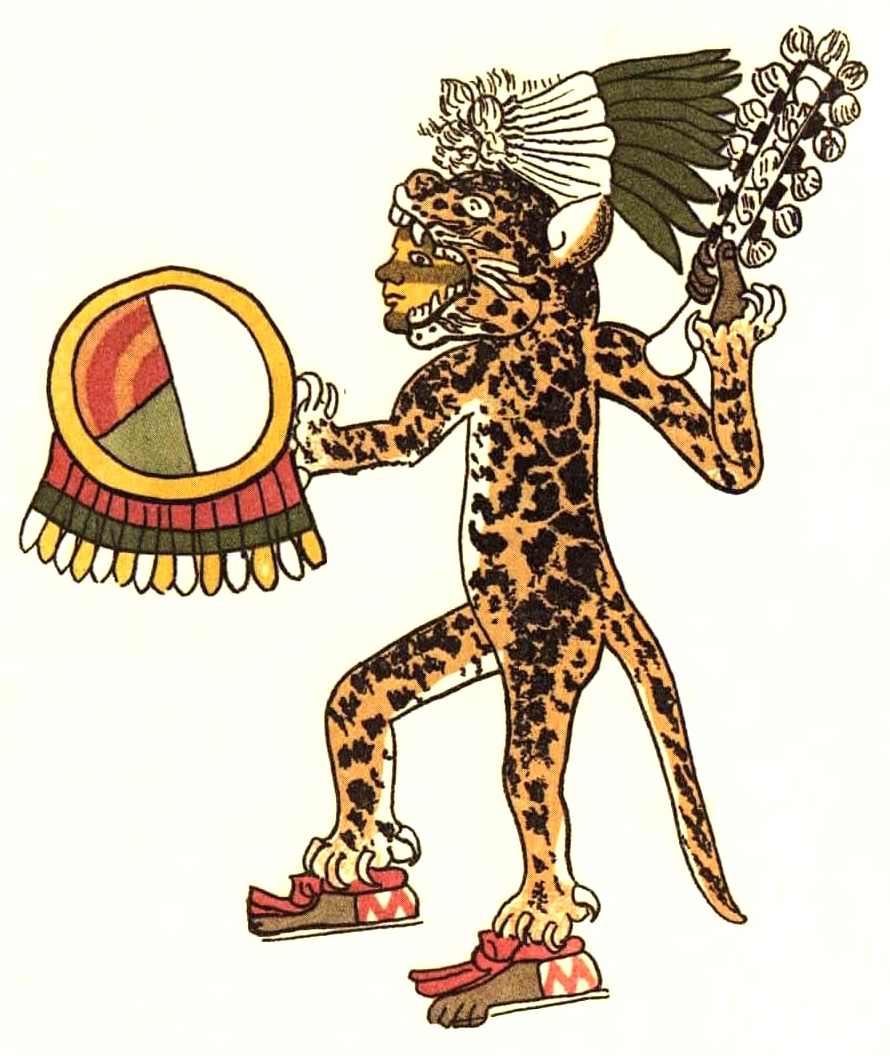
ジャガーの戦士

ジャガーの戦士（ジャガーのせんし、ナワトル語：オセーローメ ocelomeh [o.seːˈlóː.meʔ]）はアステカのエリート貴族戦士の戦士団の1つ。ジャガーの姿をした神であるテスカトリポカの戦士である。
しばしば「豹の戦士」と呼ばれるが、豹はジャガーと別種であり南北アメリカ大陸には生息していない。
メソアメリカでは、ジャガーが最も獰猛な肉食動物だったことから戦士のトーテムにされたと思われる。
戦士は綿を詰めたジャガーの頭の毛皮を被り、ジャガーを示す服をまとって、羽毛製の旗印を付けて戦場に赴いた。
戦闘ではマークアウィトル(macuahuitl)と呼ばれる、豊富に産出される黒曜石の刃を挟んだ木剣を使った。アステカでは金銀やトゥンバガ（金と銀・銅あるいは錫の合金）といった貴金属類を除いて金属の精錬技術を持っていなかったために木が用いられた。その他、生贄の確保を目的とした戦いでは、何も付いていない木でできた棍棒が用いられた。
マヤ遺跡ベカンでも、埋納遺構69-2という遺構から、テオティワカン独特の円筒型三足土器のなかに納められた、空洞な土偶の中にジャガーの戦士と思われる土偶が発見されている。そのため、紀元5世紀のテオティワカンにおいて、既にジャガーの戦士の先駆となる戦士団があったと考えられる。